# Skelgletsjer
De Skelgletsjer is een gletsjer in Nationaal park Noordoost-Groenland in het oosten van Groenland. De gletsjer ligt in Scoresbyland in het noordoosten van de Stauningalpen op de grens met Jamesonland.
Het is een van de gletsjers die uitkomen in het Skeldal. Andere gletsjers zijn onder andere de Bersærkergletsjer en de Kishmulgletsjer. De Skelgletsjer loopt aan het uiteinde van het dal vanuit het zuiden het Skeldal in en vormt het verlengde van dit dal.